# Liste der Wappen in Ingolstadt
Die Liste der Wappen in Ingolstadt zeigt die Wappen in der bayerischen Stadt Ingolstadt.

## Ingolstadt

Stadt Ingolstadt In Silber ein Feuer speiender blauer Panther.
Stadt Ingolstadt Ehemaliges Stadtwappen.

## Ehemalige Gemeinden mit eigenem Wappen

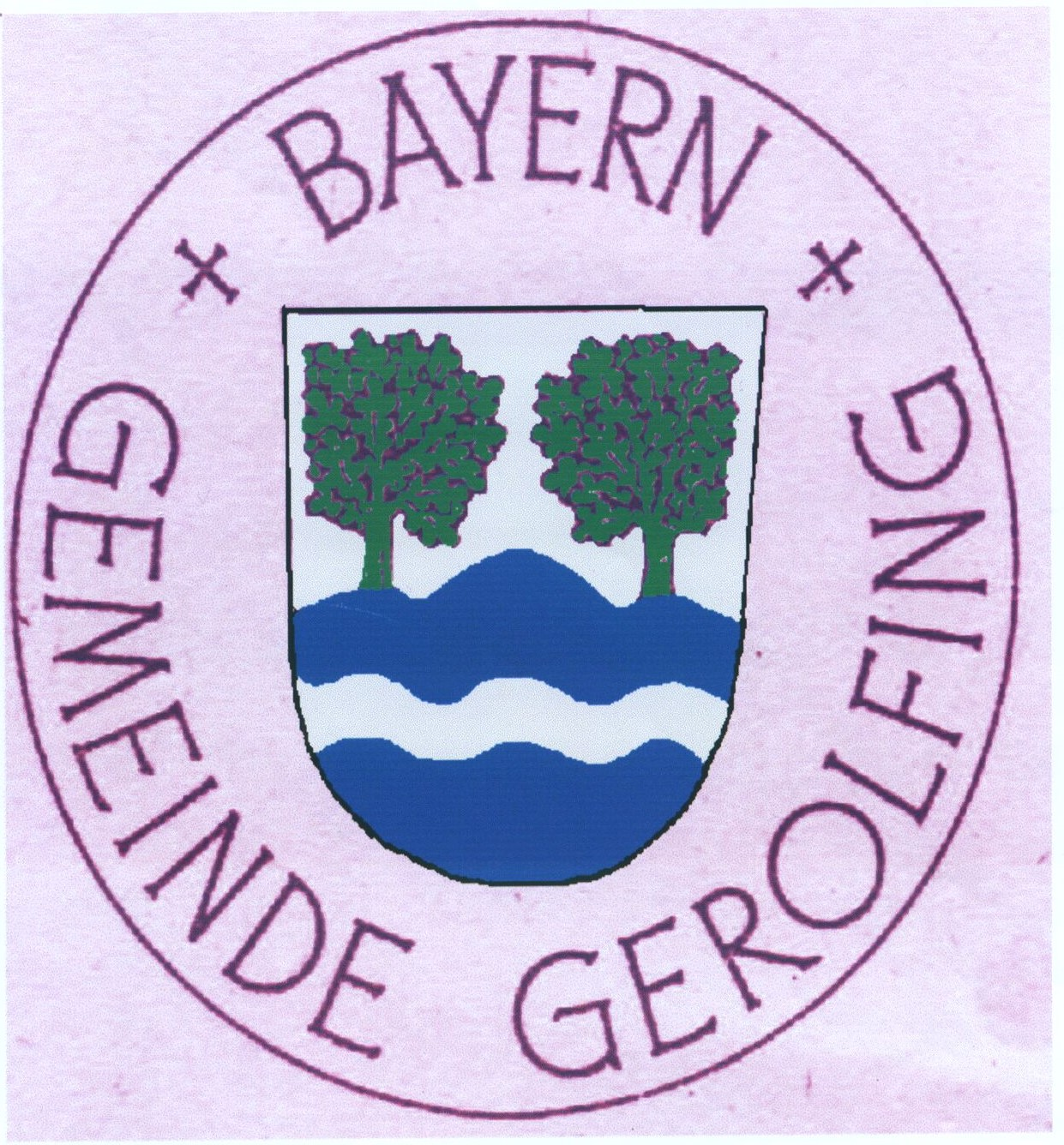
Gemeinde Gerolfing
Gemeinde Unsernherrn